# Katia Bengana
Katia Bengana (Meftah, província de Blida, Algèria, 1977 - Meftah, 28 de febrer de 1994) va ser una jove estudiant d'educació secundària algeriana, assassinada per fonamentalistes islàmics per negar-se a portar vel islàmic (hijab). Entre el 5 de gener i el 28 de febrer de 1994 van ser assassinades un total de 13 dones a mans d'islamistes perquè, presumptament, portaven «mala vida».

## Assassinat
Als 17 anys es va negar a portar hijab, mesura que els musulmans fanàtics van intentar imposar a Algèria al començament de la guerra civil. A escola no va dubtar a mostrar les seves opinions, comportant-li que companys seus, partidaris d'instaurar una república islàmica, la titllessin de moutabarridja (terme ideològic coranic que significa "descarada") i l'amenacessin de mort diverses vegades.
El 28 de febrer de 1994, tornava de l'escola secundària, a Meftah, on estudiava i es va dirigir cap a casa acompanyada d'un company. A pocs centenars de metres de l'escola, dos joves fanàtics, antics estudiants del centre, van aparèixer de cop i volta des de la cantonada amb una escopeta retallada (mahchoucha) i van proferir un gest perquè l'acompanyant quedés al marge. Aquest, completament espantat, va fugir cap el costat i Bengana es va quedar sola davant dels desconeguts. Aleshores, va ser quan l'assassí va buidar el carregador de l'arma sobre ella. L'escola no va tenir temps per a adonar-se del que estava passant a les proximitats.

## Impacte social
El crim contra Bengana no es va considerar un fet puntual i accidental ja que, en aquells temps, es van cometre altres assassinats, com el de l'estudiant de Dret Amel Zenoun Zouani, succeït el 27 de gener de 1997 a Sidi Moussa, a mans d'un grup armat islamista. Amb un marc repressiu com aquest, l'assassinat de joves estudiants pretenia servir d'avís i transmetre el destí que esperava a totes aquelles dones algerianes que es negaven a sotmetre's als cànons de conducta que estipulava la xària. Mentre que els mitjans de comunicació islàmics van catalogar la tragèdia com un "drama apassionat", la visió contraposada del pare de la víctima va intentar fer-se lloc en un context ideològic i mediàtic molt advers per a denunciar el crim.
El seu assassinat va commocionar a molts algerians fins al punt que, el 22 de març de 1994, la Trobada Algeriana de Dones Demòcrates (RAFD) i l'Associació per al Triomf dels Drets de les Dones (AITDF) van convocar una manifestació que va aplegar a desenes de milers de persones a la plaça d'Addis Ababa d'Alger, cantant consignes hostils als islamistes i mostrant retrats de les seves víctimes.
L'escriptor Allas Di Tlelli publicà un llibre en francès sobre l'assassinat de Bengara amb el títol Katia Bengana, la lycéenne qui a nargué l'islamisme.